# 스페인 정원

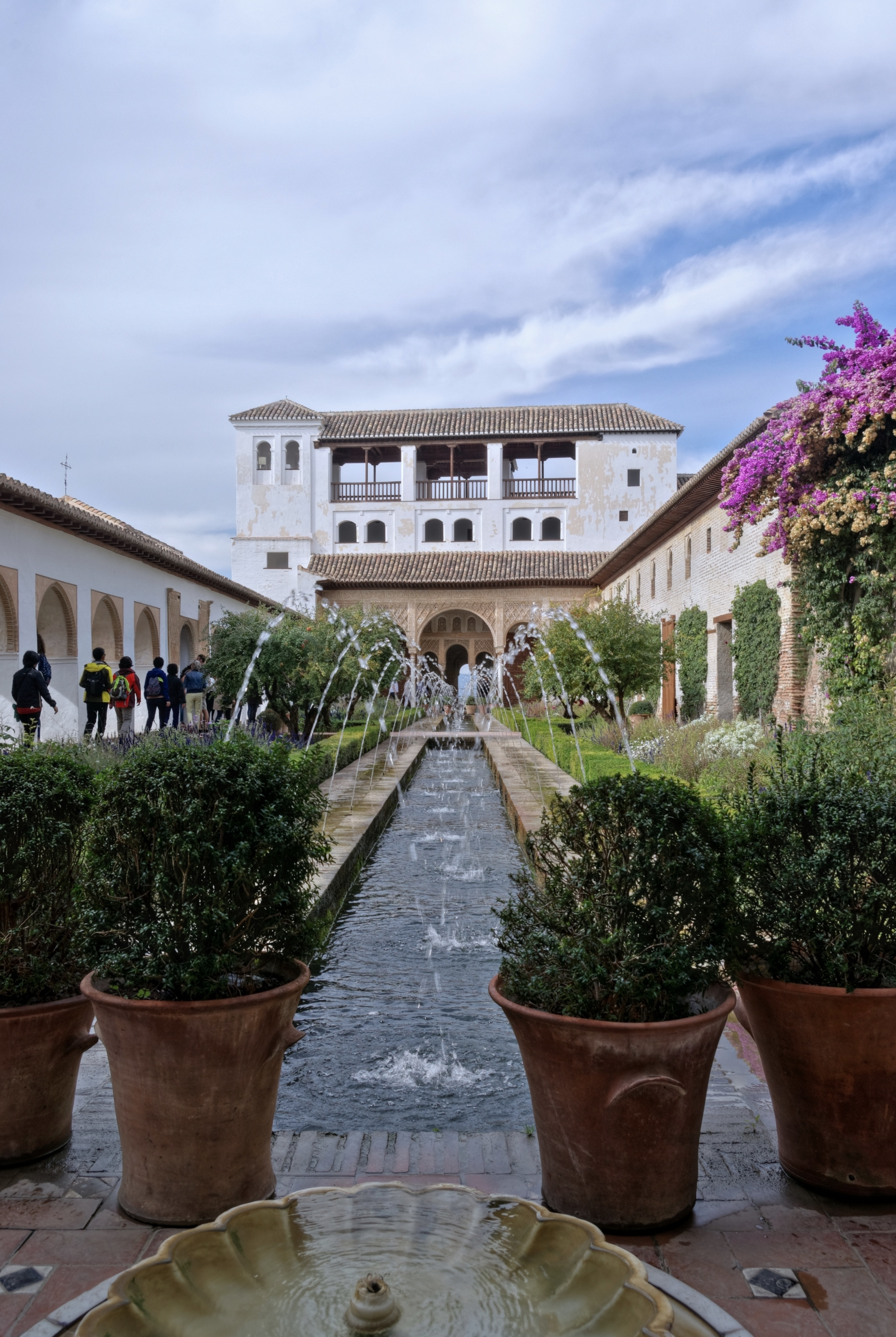
그라나다 헤네랄리페

전통적인 스페인 정원(Spanish garden)은 역사적인 스페인에서 개발된 정원 스타일 또는 설계된 조경이다. 특히 미국에서 이 용어는 고대 페르시아 정원, 로마 정원과 이슬람 정원, 그리고 이베리아반도 알안달루스 시대의 위대한 무어식 정원(역사적으로 리야드라고 알려짐)의 선례의 원칙과 요소를 통합하여 스페인 남부에서 개발된 일종의 계획 및 식재를 연상시키는 공식적인 배열을 갖춘 정원 디자인 스타일로 사용되는 경향이 있다.
스페인의 다른 지역에서는 공공 공원과 대규모 정원이 이탈리아 정원, 프랑스 정식 정원, 심지어 영국식 조경 정원의 영향을 더 많이 받았다. 스페인은 다양한 기후 조건, 특히 고도와 강수량을 가지고 있으며, 이에 따라 현대 스페인 정원은 매우 다양하다. 스페인의 도시 주택에는 오랫동안 작은 집보다 아파트가 더 많았으며 작은 집에는 전통적으로 앞 정원이 부족했다. 뒤쪽에도 그다지 많지 않았다. 종종 벽 옆에 작은 침대가 있는 포장된 파티오와 화분에 식물을 심을 공간이 있었다. 최근까지 "완전한" 정원은 대부분 시골이나 매우 큰 도시 주택에서 발견되었지만 일부 현대 교외 개발에는 북유럽 및 북미에 더 가까운 정원이 있다.

## 같이 보기
- 정원 종류